# Cognizione sociale
La cognizione sociale (o in inglese social cognition) corrisponde attualmente al paradigma scientifico più accreditato nell'ambito della psicologia sociale e consiste nell'attività mentale con la quale arriviamo a conoscere il mondo sociale.
La cognizione sociale si occupa dello studio scientifico:
- dei processi attraverso cui le persone acquisiscono informazioni dall'ambiente, le interpretano, le immagazzinano in memoria e le recuperano da essa, al fine di comprendere sia il proprio mondo sociale che loro stesse e organizzare di conseguenza i propri comportamenti
- di come il contesto sociale influenzi le prestazioni cognitive.

Tale corrente, nata negli Stati Uniti negli anni settanta del XX secolo, parte dall'assunto che le persone siano caratterizzate sin dai primi momenti della loro esistenza dal bisogno di "conoscere" la realtà che le circonda, costituita in larga parte da altre persone, al fine di orientare il proprio comportamento in modo adattivo all'ambiente in cui vivono.
Viene preso in esame il modo in cui le informazioni sociali vengono organizzate in memoria.
Per larga parte del suo sviluppo è stata dominante la concezione di un sistema cognitivo controllato da un principio cardine "ottenere il massimo risultato con il minimo sforzo"; secondo questa impostazione la cognizione sarebbe guidata dalla necessità di selezionare le informazioni, attraverso processi di categorizzazione miranti alla semplificazione della massa di dati in arrivo.
Sempre per questo l'individuo nella necessità di ordinare le proprie conoscenze sul mondo ricorrerebbe a delle "euristiche", scorciatoie di giudizio che consentono di decidere anche in assenza di dati sufficienti. 
Esistono quattro tipi di euristiche:
- Euristica della disponibilità o vividezza,
- Euristica della simulazione,
- Euristica della rappresentatività,
- Euristica dell'ancoraggio e accomodamento.

Un altro filone significativo di questo nucleo teorico approfondisce l'impatto della personalità sulla condotta. L'autore più importante di questo filone di ricerca rappresenta senza dubbio Albert Bandura e la sua teoria dell'apprendimento sociale, da cui prese forma un intero nucleo teorico denominato teoria sociale cognitiva.

## Sviluppo
Secondo la visione diffusa nelle scienze cognitive, lo sviluppo della capacità umana di elaborare, immagazzinare e applicare informazioni sugli altri inizia con l’apprendimento sociale all’inizio della vita. Gli organismi molto giovani conoscono le situazioni sociali nell'interazione sociale con i loro caregiver quando la conoscenza è in via di sviluppo ma è limitata. La questione essenziale nello studio della cognizione sociale è come appare questa capacità e quali processi neurofisiologici sono alla base negli organismi nello stadio di sviluppo sensomotorio con solo riflessi semplici che non mantengono la comunicazione bilaterale. Il professor Michael Tomasello ha introdotto il costrutto psicologico dell'intenzionalità condivisa per spiegare la cognizione che inizia nella fase di sviluppo precedente attraverso la collaborazione inconsapevole nelle diadi madre-bambino. Altri ricercatori hanno sviluppato la nozione, osservando questa interazione collaborativa da diverse prospettive, ad esempio, psicofisiologia e neurobiologia.
Attualmente, solo un'ipotesi tenta di spiegare i processi neurofisiologici che si verificano durante l'intenzionalità condivisa in tutta la sua complessità integrale, dal livello delle dinamiche interpersonali all'interazione a livello neuronale. Stabilendo l'ipotesi neurofisiologica dell'intenzionalità condivisa, il professore lettone Igor Val Danilov ha ampliato l'uso del termine intenzionalità condivisa per includere la considerazione dell'interazione tra un embrione e sua madre. Da questa prospettiva, le capacità di elaborare, immagazzinare e applicare informazioni sugli altri si sviluppano a partire dal periodo prenatale. Questa intuizione continua le riflessioni di grandi pensatori (ad esempio Kant) e importanti teorici dello sviluppo infantile (a partire da Montessori e Vygotsky) sull'inizio della cognizione nelle interazioni con l'ambiente. Sulla base dei dati sperimentali della ricerca sul comportamento dei bambini nel periodo prenatale, e dei progressi nella ricerca neuroscientifica inter-encefalica, questa ipotesi neurofisiologica ha introdotto la nozione di accoppiamento neuronale non locale delle reti neuronali della madre e del feto. La nozione di accoppiamento neuronale non locale ha colmato una lacuna nella conoscenza – sia nella "Core Knowledge Theory" che nel gruppo di posizioni dell'Esternalismo – sull'inizio della cognizione, lacuna che ha mostrato anche il problema del legame. Questa intuizione fa luce anche sui processi neurofisiologici che sono alla base della capacità umana di elaborare, immagazzinare e applicare informazioni su altre persone e situazioni sociali a partire dalla fase di sviluppo dei riflessi, quando viene messo in discussione anche il comportamento consapevole diretto a uno scopo. Mentre proprio grazie alla capacità dell'intenzionalità condivisa, i bambini molto piccoli esprimono comportamenti sociali. Questa capacità si manifesta nel riconoscere e rispondere selettivamente agli stimoli sociali. Da questo punto di vista, la cognizione sociale contribuisce allo sviluppo cognitivo dei neonati e persino degli embrioni quando la comunicazione è ancora impossibile.[19] Lo sviluppo della capacità umana di elaborare, archiviare e applicare informazioni sugli altri inizia nel periodo prenatale.